# Apion hoffmanni
Apion hoffmanni är en skalbaggsart som beskrevs av Wagner 1930. Apion hoffmanni ingår i släktet Apion, och familjen spetsvivlar. Det är osäkert om arten förekommer i Sverige.